# Eusarca nubilata
Eusarca nubilata är en fjärilsart som beskrevs av Max Joseph Bastelberger 1908. Eusarca nubilata ingår i släktet Eusarca och familjen mätare. Inga underarter finns listade i Catalogue of Life.